# Ernst Sigrist

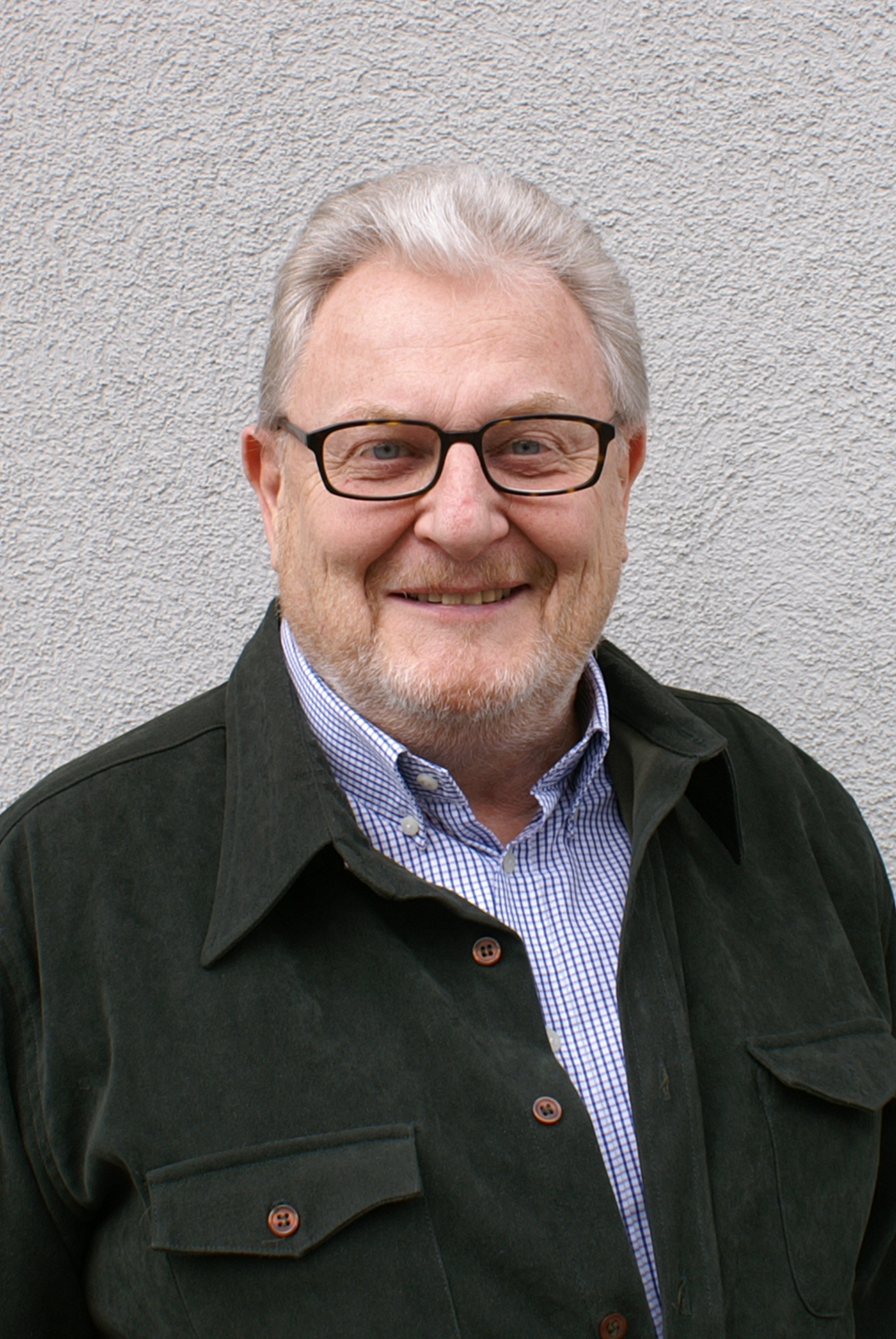
Ernst Sigrist (2013)

Ernst Sigrist (* 3. Oktober 1947 in Zürich) ist ein Schweizer Graveur, Grafiker und Politiker (SVP). Er ist unter anderem der Gestalter des Quartier-Wappens und Fahnes Altstadt-Zürich Rechts der Limmat. 
Ernst Sigrist stellte sich 2007 und 2014 zur Wahl als Gemeinderat in Zürich, wurde allerdings nicht gewählt.

## Werke
- Quartierfahne und Quartierwappen der Altstadt-Zürich, Rechts der Limmat, Entstehungsjahr 1977.